# Prairies mixtes du Nord
Localisation
Les prairies mixtes du Nord (Northern mixed grasslands) est une écorégion terrestre Nord-Américaine du type prairies, savanes et brousses tempérées du World Wildlife Fund.  

## Répartition
Les prairies mixtes du nord s'étendent suivant un arc depuis le nord-est du Nebraska, l'est du Dakota du Sud, le Dakota du Nord, le sud-ouest du Manitoba, le sud de la Saskatchewan et de l'Alberta.  Une portion disjointe se situe dans la région des Montagnes de Cyprès dans le sud-ouest de la Saskatchewan et le sud-est de l'Alberta.

## Climat
Dans la zone canadienne de cette écorégion, la température moyenne annuelle est de 3 °C.  La température moyenne estivale est de 15,5 °C et la température moyenne hivernale est de −10 °C.  Les précipitations varient entre 325 mm et 450 mm annuellement.

## Caractéristiques biologiques
Les herbacées de ces prairies se composent principalement de Bouteloua aristidoides, de Schizachyrium scoparium, de Hesperostipa comata, de Pascopyrum, de Carex filifolia, de Koeleria macrantha et de Poa secunda.  La composition floristique des prairies mixtes du nord est déterminée par la sécheresse, le broutage par les ongulés et les feux sauvages.  Dans le nord de la répartition, les régions plus humides ou plus sèches sont parfois colonisées par des peuplements de peuplier faux-tremble, de chêne à gros fruits ou de buissons de diverses espèces.   
Parmi les espèces fauniques qui fréquentent ce biome, on retrouve: le Cerf à queue blanche. Le Cerf mulet, le Coyote, l'Antilope d'Amérique, l'Iguane pygmée à cornes courtes, le Crotale des prairies et le Tétras des armoises.  Avant la colonisation, le Bison y était aussi abondant.  
Les prairies mixtes du nord sont situées dans la Région des cuvettes des prairies.  Les mares abondantes permettent la reproduction de nombreuses espèces de sauvagines.

## Conservation
Les prairies mixtes du Nord est pratiquement l'écorégion des praires la plus perturbée par l'activité humaine.  L'agriculture en est principalement la cause.  On estime qu'environ 75 % de l'habitat a été sévèrement transformé et les zones complètement vierges n'existent plus.  Les aires restantes, dans un état de conservation relatif, sont très morcelées et éparpillées.  